# منى الحسين
الأميرة منى الحسين أو انطوانيت غاردنر (25 أبريل 1941 -)، الزوجة الثانية لملك الأردن الراحل الحسين بن طلال ووالدة ملك الأردن الحالي عبد الله الثاني بن الحسين. بعد زواجها أطلق عليها زوجها لقب الأميرة منى الحسين.

## حياتها
ولدت منى الحسين في شلموندستون، سوفولك ، إنجلترا، وهي ابنة دوريس إليزابيث والمقدم والتر برسي غاردنر. التحقت بمدرسة بورن في كوالالمبور في ماليزيا، والتي كانت تديرها دائرة تعليم العائلات البريطانية لأطفال موظفي الخدمة البريطانية المتمركزين في الخارج، حيث كانت لاعبة هوكي ميدان من الدرجة الأولى. أغلقت المدرسة أبوابها عندما انسحبت القوات البريطانية من مالايا.
كان والدها غاردنر ضابطًا بالجيش البريطاني، أنهى حياته المهنية برتبة مقدم، ثم التحق بفيلق المهندسين الملكيين في سن السابعة عشرة، وتمركز في فلسطين الانتدابية لمدة 18 شهرًا في الثلاثينيات، وخدم لاحقًا في فرنسا وشمال إفريقيا وإيطاليا خلال الحرب العالمية الثانية. سبق له أن خدم في بعثة التدريب البريطاني في الأردن، وبعد أن انتهت مدة التدريب بقي فيها بناءً على طلب من السفارة البريطانية وذلك لحل مشكلة شح المياه الناتج عن الجفاف التي كان يعاني منها الأردن في ذلك الوقت. توفي والدها في عمان في 1 ديسمبر 2010.

## الأنشطة والمبادرات
تقوم الأميرة منى بأنشطة اجتماعية من حين لآخر، وازدادت نشاطاتها بعد تتويج ابنها عبد الله ملكًا. وهي شخصية مشهورة عالميًا في مجتمع التمريض والصحة، وراعي منظمة الصحة العالمية للتمريض والقبالة في إقليم شرق المتوسط، ومفوض في لجنة الأمم المتحدة رفيعة المستوى للتوظيف الصحي والنمو الاقتصادي، ونائب رئيس الكلية الملكية للتمريض في المملكة المتحدة، والرئيس الفخري لمركز التعاون التابع لمنظمة الصحة العالمية لتطوير التمريض في الأردن. تولي الأميرة منى اهتمامًا خاصًا بتطوير التمريض والقبالة لتعزيز جودة الرعاية الصحية.
أسست الأميرة منى (صندوق الأميرة منى لدعم للتمريض) وهو صندوق يرعى تعليم التمريض ويشجع النساء وخاصة في المناطق المحرومة من الخدمات في الأردن على الالتحاق ببرامج التمريض في الجامعات الحكومية. وفي عام 1962 أسست كلية الأميرة منى للتمريض، والتي تغير اسمها لاحقا لكلية الأميرة منى للتمريض والمهن الصحية المساندة. وهي أيضا مؤسس ورئيس مجلس التمريض الأردني الذي تأسس عام 2002.
حازت الأميرة منى على ست درجات دكتوراه فخرية وعدد من الجوائز الدولية لدورها القيادي في النهوض بالصحة والرفاهية على مستوى العالم ومساهمتها في مهنة التمريض، بما في ذلك الزمالة الفخرية من الكلية الملكية البريطانية للأطباء عام 2014، والزمالة الفخرية من كلية التمريض والقبالة بالكلية الملكية للجراحين من أيرلندا عام 2015 ، وجائزة سيجما ثيتا تاو أرشون الدولية عام 2007.
وتقديراً لمساهمة الأميرة منى في وضع معايير التمريض حول العالم، أعلن مركز اعتماد الممرضات الأمريكي عن جائزته الدولية باسم (جائزة الأميرة منى).

## حياتها الخاصة
التقت بالملك حسين أثناء عملها في التحضير لفيلم عن لورنس العرب، حيث سمح الملك لبعض القوات العسكرية بالمشاركة في التصوير وكان يزور مواقع التصوير من وقت لآخر وتزوجها بعد ذلك. وفي فترة زواجهما لم تسلم الملكة رغم زواجها من ملك مسلم، وذلك لما يراه البعض لعدم إعلانها إسلامها رغم الضرورة الدستورية لابنها. وقد أنجبا:
- الملك عبد الله (مواليد 1962).
- الأمير فيصل (مواليد 1963).
- الأميرة عائشة (مواليد 1968).
- الأميرة زين (مواليد 1968).

انفصلت الأميرة منى عن زوجها في 21 ديسمبر 1971، إلا إنه سمح لها بالاحتفاظ بلقبها الملكي.